# Cronologia da Major League Soccer
A Major League Soccer começou em 1996 e desde então sofreu várias mudanças. Atualmente possui 30 times. Estão interessadas em vagas no futuro as equipes: Detroit, Indianápolis, Phoenix, Raleigh/Durham, Sacramento, San Antonio, e Tampa/St. Petersburg.

## História

### Fundação (1993–1996)
A Major League Soccer foi estabelecida em 1993 como parte de um acordo para sediar a Copa do Mundo de 1994. . O não sucesso internacional da principal liga de futebol americana desde a North American Soccer League  foi crucial para a criação da liga.
Inicialmente a liga foi formada por dez times: Columbus Crew, D.C. United, New England Revolution, NY/NJ MetroStars, Tampa Bay Mutiny, Colorado Rapids, Dallas Burn, Kansas City Wiz, Los Angeles Galaxy e o San Jose Clash.

### Primeiras Expansões: Chicago (1998) e Miami (1998)
Em 1998, a liga se expandiu pela primeira vez, passando de dez para doze times. Foram acrescentados os times do Chicago Fire e o Miami Fusion. O dono do Miami, Ken Horowitz, pagou 20 milhões de dólares para se juntar a Major League Soccer.

### Contração: Flórida (2002)
A Major League Soccer perdeu estimadamente 250 milhões de dólares durante os primeiros cinco anos.
A MLS anunciou em Janeiro de 2002 a exclusão do Tampa Bay Mutiny e do Miami Fusion, voltando a ter dez clubes.

### Los Angeles (2005) e Salt Lake City (2005)
Em 2004, Los Angeles se tornou a primeira cidade a sediar dois times na MLS com a inclusão do Chivas USA. O time foi criado pelo dono do Club Deportivo Guadalajara com o objetivo de unir as torcidas hispano-americanas.
O Real Salt Lake também foi criado em 2004 pelo dono Dave Checketts. Inicialmente foi utilizado o estádio Rice-Eccles Stadium da University of Utah, e depois em outubro de 2008  o clube se mudou para o Rio Tinto Stadium.

### Realocação: Houston (2006)
Em 2005, o San Jose Earthquakes não conseguiu construir um estádio, então o time se transferiu para Houston, Texas,aonde o time passou a se chamar Houston Dynamo e a jogar no Robertson Stadium. O número de times não se alterou com a mudança.

### Toronto (2007)
Em novembro de 2005, Toronto foi anunciado como a sede da próxima expansão da Major League Soccer In November 2005, com seu estádio sendo o Queen's Park, a ser construído.  O nome Toronto FC e o seu escudo foram lançados em maio de 2006. A primeira temporada na Major League Soccer foi em 2007, sendo assim a primeira equipe canadense na Major League Soccer.

### San Jose (2008)
Após 2 anos de hiato, o San Jose Earthquakes foi reativado em 2007 e estreou em 2008.

### Seattle (2009)
A cidade de Seattle recebeu a sua franquia em 2007, e através de uma votação popular o nome Seattle Sounders FC foi escolhido em homenagem à equipe do Seattle Sounders que jogou a North American Soccer League durante os anos 70 e 80.

### Philadelphia (2010)
Em 28 de fevereiro de 2008 foi anunciado um time para a cidade da Filadélfia, que seria o décimo-sexto time da liga. O clube receberia o nome de Philadelphia Union.

### Vancouver e Portland (2011)
Uma das três cidades canadenses concorrentes para receber uma equipe, Vancouver ganhou a vaga e transferiu o Vancouver Whitecaps FC, que disputava a USSF D2 Pro para a Major League Soccer.
Em 20 de Março de 2009 foi revelado o plano para a construção de uma equipe em Portland. A intenção era transformar o time já existente, o  Portland Timbers em uma equipe da Major League Soccer. Paulson detalhou seu plano lançando um website.
Em 31 de julho de 2009, o Portland Timbers se tornou a décima oitava equipe da Major League Soccer.

### Montreal (2012)
Em 2012, a cidade de Montreal se tornou a terceira cidade canadense a ingressar na Major League Soccer.

### Dissolução: Chivas USA (2014)
Ao fim da temporada de 2014, o Chivas USA foi extinto, apósa MLS comprar de volta a franquia do Chivas Guadalajara. Isso porque era dentro da MLS a equipe com menor média de público, menor apelo e que mais trazia prejuízos a competição. Além disso era a única equipe que não possuía estádio próprio, tendo que dividir o StubHub Center com o Los Angeles Galaxy. Outro ponto debatido foi a falta de rivalidade entre as duas equipes de Los Angeles.
Na mesma semana foi anunciado uma nova equipe na cidade de Los Angeles, o Los Angeles Football Club. O objetivo é criar um rival a altura para o Galaxy. O Los Angeles FC estreia em 2018

### New York e Orlando (2015)
Em Maio de 2010, tornou-se publica a informação que a cidade de Nova Iorque receberia sua segunda equipe, depois do New York Red Bulls. A intenção inicialmente era a volta do New York Cosmos, que acabaria ficando na liga secundária NASL.
Em 21 de Maio de 2013 foi anunciada a parceria entre o Manchester City e o time de baseball New York Yankees para a formação do New York City FC, que participará pela primeira vez na temporada e 2015. Ao contrário do Red Bulls, que joga em Nova Jérsei, o New York City FC realmente teria partidas na cidade de Nova Iorque. Enquanto um estádio de futebol não seja construído, os Yankees abrigarão a equipe no Yankee Stadium, no Bronx.
Em 19 de novembro de 2013 foi anunciado a inclusão do Orlando City Soccer Club, de Orlando, Flórida como a vigésima-primeira franquia da Major League Soccer. Originalmente parte da liga USL Pro, o Orlando City irá estrear na temporada de 2015. Assim como o New York City F.C., o Orlando usará um estádio já existente, o Citrus Bowl, enquanto não se constrói uma arena própria para futebol.

### Atlanta (2017)
Anunciada no final de 2013, a cidade de Atlanta receberá a vigésima-segunda franquia da Major League Soccer. De propriedade do empresário Arthur Blank, dono do time da NFL Atlanta Falcons, o time de Atlanta  compartilhará o estádio novo do Atlanta Falcons, e tem sua estreia marcada para 2017.

### Minnesota (2017)
Em 25 de Março de 2015, foi anunciado o Minnesota United, da North American Soccer League, como a vigésima terceira franquia da Major League Soccer. A equipe concorria um vaga na Major League Soccer com o Sacramento Republic. A equipe estreou em 2017. Na sua temporada de estreia utilizou o TCF Bank Stadium.

### Los Angeles (2018)
Com a descontinuação do Chivas USA foi anunciado em outubro de 2014 que haveria uma nova equipe de Los Angeles na MLS. Chamado de Los Angeles FC, o clube disputará a sua primeira temporada em 2018. Mandará seus jogos no Banc of California Stadium, estádio que está sendo construído no centro de Los Angeles.

### Miami (2019)
Anunciada no dia 5 de fevereiro de 2014, a cidade de Miami recebeu a vigésima-quarta franquia da Major League Soccer, e será bancada pelo ex-jogador de futebol David Beckham, porém a sua estreia está ainda vinculada a construção de um estádio. Após vetos de construção serem vetados pela prefeitura e os residentes de Miami, o presidente da MLS declarou que o time só terá a entrada aprovada após o plano do estádio ser concretizado.